# Архиепископ Бирмингема
Архиепископ Бирмингема — глава римско-католического архидиоцеза Бирмингема в Англии. Эта должность эквивалентна митрополиту римско-католической провинция Бирмингема.
Площадь архидиоцеза составляет 8,735 км² и включает графства: Оксфордшир, Стаффордшир, Уэст-Мидлендс, Уорикшир и Вустершир. Цент митрополии находится в городе Бирмингеме — митропольный кафедральный собор и базилика Святого Чеда. 
В 1850 году Папа Пий IX учредил 13 новых диоцезов на территории Англии, среди них диоцез Бирмингема. В начале диоцез Бирмингема входил в митрополию Вестминстера. Однако, позднее, диоцез развился как самостоятельная область, и 28 октября 1911 года Папа Пий X объявил его провинцией Бирмингема.
В настоящий момент пост Архиепископа Бирмингема занимает Бернард Лонгли, который сменил на этом посту Винсента Николса, назначенного 
Папой Бенедиктом XVI на место Архиепископа Вестминстера.

## Список архиепископов Бирмингема
| Список архиепископов Бирмингема | Список архиепископов Бирмингема                                      | Список архиепископов Бирмингема | Список архиепископов Бирмингема | Список архиепископов Бирмингема |
| №                               | Имя                                                                  | с                               | до                              | Примечание |
| ------------------------------- | -------------------------------------------------------------------- | ------------------------------- | ------------------------------- | --- |
| 1                               | Эдвард Илсли (англ. Edward Ilsley)                                   | 27 ноября 1911                  | 13 июня 1921                    | Ранее епископ Бирмингема; вышел на пенсию, как архиепископ Бирмингема и назначен титулярным архиепископом Marca; умер 1 декабря 1926 года                               |
| 2                               | Джон Макинтайр (англ. John McIntyre)                                 | 16 июня 1921                    | 17 ноября 1928                  | Ранее титулярным архиепископ Oxyrynchus (1917—1921); вышел на пенсию, как архиепископ Бирмингема и назначен титулярным архиепископом Odessus; умер 21 ноября 1935 года. |
| 3                               | Томас Уильямс (англ. Thomas Leighton Williams)                       | 23 июня 1929                    | 1 апреля 1946                   | Ранее священник (1900—1929); епископская хиротония состоялась 25 июля 1929 года; умер находясь в должности.                                                             |
| 4                               | Джозеф Мастерсон (англ. Joseph Masterson)                            | 8 февраля 1947                  | 30 ноября 1953                  | Ранее священник (1924—1947); епископская хиротония состоялась 19 марта 1947 года; умер, находясь в должности.                                                           |
| 5                               | Фрэнсис Гримшоу (англ. Francis Joseph Grimshaw)                      | 11 мая 1954                     | 22 марта 1965                   | Ранее епископ Плимута (1947—1954); умер находясь в должности. |
| 6                               | Джордж Патрик Дуайер (англ. George Patrick Dwyer)                    | 5 октября 1965                  | 1 сентября 1981                 | Ранее епископ Лидса (1957—1965); вышел на пенсию; умер 17 сентября 1987 года.                                                                                           |
| 7                               | Морис Ноэль Кув де Мюрвиль (фр. Maurice Noël Léon Couve de Murville) | 22 января 1982                  | 12 июня 1999                    | Ранее священник (1957—1982); епископская хиротония состоялась 25 марта 1982 года; подал в отставку; умер 3 ноября 2007 года.                                            |
| 8                               | Винсент Николс (англ. Vincent Gerard Nichols)                        | 15 февраля 2000                 | 21 мая 2009                     | Ранее вспомогательный епископ Вестминстера (1991—2000); назначен архиепископом Вестминстера 3 апреля 2009 года.                                                         |
| 9                               | Бернард Лонгли (англ. Bernard Longley)                               | 8 декабря 2009                  | н. в.                           | Ранее вспомогательный епископ Вестминстера (2003—2009), назначен архиепископом Бирмингема 1 октября 2009 года.                                                          |